# Elias Uzamukunda
Elias Uzamukunda (ur. 15 maja 1991 w Kigali) – rwandyjski piłkarz grający na pozycji napastnika we francuskim klubie AS Cannes, reprezentant kraju.

## Kariera klubowa
Uzamukunda karierę klubową rozpoczął w 2006 roku w grającym w I lidze rwandyjskiej AS Kigali FC. Z tym klubem jednak nie osiągnął znaczących sukcesów. W 2007 roku przeniósł się do obecnie najlepszej drużyny w kraju APR FC. Z tą drużyną w tym czasie zdobył 2 mistrzostwa kraju oraz 2 puchary kraju. Po dwóch latach pobytu w tym klubie w 2010 roku przeniósł się do francuskiego AS Cannes. W nowej drużynie Uzamukunda zadebiutował 7 maja 2010 w zremisowanym 0:0 ligowym meczu z Troyes AC. Następnie grał w takich klubach jak: ASF Andrézieux-Bouthéon (2014-2015), Le Mans FC (2015-2016), Avoine OCC (2016-2017) i US Saint-Pierre-des-Corps (2017-2019).

## Kariera reprezentacyjna
W reprezentacji Rwandy Uzamukunda zadebiutował w 2006 roku. W tamtym roku także strzelił swoją pierwszą bramkę dla reprezentacji Rwandy. Dla reprezentacji Rwandy strzelił 4 bramki w 16 meczach.